# Catherine Cesarsky
Catherine Jeanne Césarsky (Ambazac, 1943) é uma astrônoma francesa.

## Prêmios e condecorações
- Preisträgerin 1998 des COSPAR Space Sciences Award.[1]
- Chevalier de l'Ordre National du Mérite (1989)
- Chevalier de la Légion d'Honneur (1994)
- Officier de l'Ordre national du Mérite(1999).[2]
- Officier de la Légion d'Honneur (2004).[3]
- Commandeur de l'Ordre national du Mérite
- Commandeur de la Légion d'Honneur (2011)
- Membro da französischen Academy des Sciences
- Membro da Academia Europaea
- Membro da International Academy of Astronautics
- Convidado da Academia Nacional de Ciências dos Estados Unidos
- Membro estrangeiro da Academia Real das Ciências da Suécia
- Membro estrangeiro da Royal Society
- Prêmio Jules Janssen da Société astronomique de France